# Гришково (Московская область)
Гришково — деревня в Талдомском районе Московской области России. Входит в состав сельского поселения Квашёнковское. Население — 4 чел. (2010).

## География
Расположена на севере Московской области, в северной части Талдомского района, примерно в 18 км к северо-востоку от центра города Талдома, на правом берегу впадающей в Угличское водохранилище на Волге реки Хотчи. Ближайшие населённые пункты — деревни Кошелёво, Старая Хотча и Новая Хотча.

## Население
| 1859 | 1888 | 1926 | 2002 | 2006 | 2010 |
| ---- | ---- | ---- | ---- | ---- | ---- |
| 128  | ↗132 | ↗171 | ↘6   | ↘3   | ↗4   |

## История
В «Списке населённых мест» 1862 года Гришково — казённая деревня 2-го стана Калязинского уезда Тверской губернии между Дмитровским и Углицко-Московским трактами, в 38 верстах от уездного города, при реке Хотче, с 17 дворами и 128 жителями (54 мужчины, 74 женщины).
По данным 1888 года входила в состав Озерской волости Калязинского уезда, проживала 21 семья общим числом 132 человека (54 мужчины, 78 женщин).
Постановлением президиума ВЦИК от 15 августа 1921 года Озерская волость была включена в состав Ленинского уезда Московской губернии.
По материалам Всесоюзной переписи населения 1926 года — деревня Кошелёвского сельского совета Озерской волости Ленинского уезда, проживал 171 житель (76 мужчин, 95 женщин), насчитывалось 31 хозяйство, среди которых 29 крестьянских.
С 1929 года — населённый пункт в составе Ленинского района Кимрского округа Московской области.
Постановлением ЦИК и СНК от 23 июля 1930 года округа́ как административно-территориальные единицы были ликвидированы. Постановлением Президиума ВЦИК от 27 декабря 1930 года городу Ленинску было возвращено историческое наименование Талдом, а район был переименован в Талдомский.
В 1954 году Кошелёвский сельсовет был упразднён, а его территория передана Игумновскому сельсовету.
1963—1965 гг. — Гришково в составе Дмитровского укрупнённого сельского района.
В 1973 году Игумновский сельсовет был упразднён, а деревня передана Озёрскому сельсовету, который вскоре был переименован в Кошелёвский.
В 1994 году Московской областной думой было утверждено положение о местном самоуправлении в Московской области, сельские советы как административно-территориальные единицы были преобразованы в сельские округа.
1994—2004 гг. — деревня Кошелёвского сельского округа Талдомского района.
Постановлением Губернатора Московской области от 3 июня 2004 года № 106-ПГ Кошелёвский сельский округ был объединён с Ермолинским и Николо-Кропоткинским сельскими округами в единый Ермолинский сельский округ.
2004—2006 гг. — деревня Ермолинского сельского округа Талдомского района.
2006—2009 гг. — деревня сельского поселения Ермолинское.
В 2009 году деревня Гришково вошла в состав сельского поселения Квашёнковское Талдомского муниципального района, образованного путём выделения из состава сельского поселения Ермолинское.